# Aptychotrema vincentiana
Aptychotrema vincentiana es una especie de peces de la familia Rhinobatidae en el orden de los Rajiformes.

## Morfología
• Los machos pueden llegar alcanzar los 79 cm de longitud total.

## Distribución geográfica
Se encuentra en las  costas de Australia ( Victoria y Australia Occidental )